# Obergefreiter
L'Obergefreiter è un grado militare della Bundeswehr, dell'esercito svizzero e, in precedenza, nella Wehrmacht. Questo grado non esisteva nella Nationale Volksarmee della DDR.

## Germania
Nelle forze armate tedesche il grado di Obergefreiter è superiore a Gefreiter e inferiore al grado di Hauptgefreiter. 
Il grado è comune nell'esercito tedesco, nell'Aeronautica e nella Marina.
Il gradodi Obergefreiter è superiore a Gefreiter e inferiore a Hauptgefreiter ed è equivalente al codice di grado NATO OR-3.. Il grado omologo nelle Forze armate italiane è quello di caporal maggiore dell'Esercito, di Primo aviere dell'Aeronautica Militare Italiana, di  comune scelto della Marina Militare Italiana.

## Svizzera

Distintivo di appuntato capo

L'Obergefreiter: (FR)  appointé-chef, (DE)  Obergefreiter, (IT)  appuntato capo  è un grado militare dell'esercito svizzero.
Il grado è superiore a Gefreiter ((IT) : appuntato; (FR) : appointé) e inferiore a caporale ((FR) : Caporal; (DE) : Korporal). Il codice di grado equivalente NATO è OR-3 ed è omologo nelle Forze armate italiane a quello di caporal maggiore dell'Esercito, di Primo aviere dell'Aeronautica Militare Italiana, di  comune scelto della Marina Militare Italiana.
Il distintivo di grado mostra tre barre, che, nelle missioni internazionali possono portare a confusione con l'Obergefreiter della Bundeswehr tedesca.

### Conseguimento
Il grado di appuntato capo può essere ottenuto in due maniere:
- Alla diciassettesima settimana della scuola aspiranti (Anwärterschule). In seguito il milite farà la scuola aspiranti ufficiali o la scuola sottufficiali.
- Durante un corso di ripetizione un soldato o un appuntato possono ricevere questo grado come onorificenza.

L'Obergefreiter (abbreviazione: Obgfr) è uno specialista che assume compiti di maggiore responsabilità o il ruolo di vice capogruppo. Un soldato diventa Obergefreiter (appuntato capo) nella scuola per sottufficiali durante il corso, in questo caso viene anche chiamato candidato. Se il rendimento è molto buono, un soldato o un appuntato (Gefreiter) possono essere promossi Obergefreiter durante un corso di aggiornamento. Tale riconoscimento non comporta ulteriori obblighi in relazione all'anzianità di servizio, ma è comunque previsto il corrispondente impegno per il quale ha conseguito la promozione.